# Bunuri mobile din domeniul numismatică clasate în patrimoniul cultural național al României aflate în Argeș
Acestă listă conține bunurile mobile din domeniul numismatică clasate în Patrimoniul cultural național al României aflate la momentul clasării în Argeș.

## Tezaur
| Foto | Informații generale | Detalii tehnice | Descriere | Deținător                             | Legături |
| ---- | ------------------- | --- | --- | ------------------------------------- | -------- |
|      | Ducat               | Școală: Târgoviște Descoperit: jud. Argeș, com. LEREȘTI, LEREȘTI, ruinele bisericii din centrul comunei Lerești Material: BI | Descriere avers: scut despicat in primul cartier, semiluna conturată deasupra unei stele cu 7 raze; în al doilea cartier două fascii. Legenda este înconjurată de un cerc de perle la exterior Legendă revers: Io Basara(ba) Descriere revers: coif închis spre dreapta,in profil,deasupra acvila cu capul spre stânga cu aripile închise.Legenda este înconjurată de un cerc perlat. Descriere exergă: - Elemente în câmp: Descriere revers: coif închis spre dreapta, în profil, deasupra acvila cu capul spre stânga cu aripile închise. Legenda este înconjurată de un cerc perlat. Descriere exergă: Elemente în câmp Legendă revers: Io Basara(ba) | Muzeul Municipal Câmpulung, Câmpulung | Cimec    |
|      | Denar               | Datare: 85 a.Chr. Școală: Roma Descoperit: jud. Argeș, com. Rociu, Gliganu de Jos, Măgură Material: AR                       | Descriere avers: Bustul lui Genius sau Apollo Vejovis spre dreapta, laureat și înaripat. În spate un trident și un simbol. Descriere revers: Zeița Victoria în cvadriga, spre dreapta. Descriere exergă: L.IVLI.BVRSIO | Muzeul Județean Argeș, Pitești        | Cimec    |
|      | Denar               | Datare: 105 a.Chr. Școală: Roma Descoperit: jud. Argeș, com. Rociu, Gliganu de Jos, Măgură Material: AR                      | Descriere avers: Capul zeiței Juno din Lanuvium, spre dreapta, purtând pielea de capră. Descriere revers: Taur atacând spre dreapta. Descriere exergă: BALBVUS Legendă revers: L. THORIVS | Muzeul Județean Argeș, Pitești        | Cimec    |
|      | Denar               | Datare: 116-115 a.Chr. Școală: Roma Descoperit: jud. Argeș, com. Rociu, Gliganu de Jos, Măgură Material: AR                  | Descriere avers: Capul zeiței Roma spre dreapta. Descriere revers: Jupiter în cvadrigă, galopând spre dreapta. Deasupra lituus. Descriere exergă: ROMA Legendă revers: M. SILA | Muzeul Județean Argeș, Pitești        | Cimec    |
|      | Denar               | Datare: 115-114 a.Chr. Școală: Roma Descoperit: jud. Argeș, com. Rociu, Gliganu de Jos, Măgură Material: AR                  | Descriere avers: Capul zeiței Roma spre dreapta. Descriere revers: Victoria ținând în mâna dreaptă o ramură de palmier, în bigă spre dreapta. Sub cai, o cârmă de corabie. Descriere exergă: ROMA | Muzeul Județean Argeș, Pitești        | Cimec    |
|      | Denar               | Datare: 109 a.Chr. Școală: Roma Descoperit: jud. Argeș, com. Rociu, Gliganu de Jos, Măgură Material: AR                      | Descriere avers: Capul unui bărbat tânăr, spre dreapta, purtând o cunună din frunze de stejar. Descriere revers: Dioscurii în picioare din față, ținând fiecare un cal. Descriere exergă: L. MEMMI | Muzeul Județean Argeș, Pitești        | Cimec    |
|      | Denar               | Datare: 133 a.Chr. Școală: Roma Descoperit: jud. Argeș, com. Rociu, Gliganu de Jos, Măgură Material: AR                      | Descriere avers: Capul zeiței Roma spre dreapta. Descriere revers: Jupiter în cvadrigă spre dreapta. Descriere exergă: L. MINVCI Legendă revers: ROMA | Muzeul Județean Argeș, Pitești        | Cimec    |
|      | Denar               | Datare: 126 a.Chr. Școală: Roma Descoperit: jud. Argeș, com. Rociu, Gliganu de Jos, Măgură Material: AR                      | Descriere avers: Capul zeiței Roma, spre dreapta. În spatele capului urnă. Descriere revers: Zeița Libertatea în cvadrigă spre dreapta. Descriere exergă: ROMA Legendă revers: C.CASSI | Muzeul Județean Argeș, Pitești        | Cimec    |
|      | Denar               | Datare: 92 a.Chr. Școală: Italia Descoperit: jud. Argeș, com. Rociu, Gliganu de Jos, Măgură Material: AR                     | Descriere avers: Capul zeiței Roma, cu cască înaripată, spre dreapta. Descriere revers: Diana în bigă trasă de doi cerbi. Sub picioarele cerbilor, un simbol. Descriere exergă: ROMA | Muzeul Județean Argeș, Pitești        | Cimec    |
|      | Denar               | Datare: 123 a.Chr. Școală: Roma Descoperit: jud. Argeș, com. Rociu, Gliganu de Jos, Măgură Material: AR                      | Descriere avers: Capul zeiței Roma spre dreapta. Descriere revers: Zeița Victoria în cvadriga, spre dreapta. Descriere exergă: M. FAN. C. F. | Muzeul Județean Argeș, Pitești        | Cimec    |
|      | Denar               | Datare: 90 a.Chr. Școală: Roma Descoperit: jud. Argeș, com. Rociu, Gliganu de Jos, Măgură Material: AR                       | Descriere avers: Capul zeului Apollo, laureat spre dreapta, cu părul în bucle. Număr sub bărbie. Descriere revers: Zeița Minerva în cvadrigă spre dreapta. Descriere exergă: C. VIBIVS C.F | Muzeul Județean Argeș, Pitești        | Cimec    |
|      | 1/4 Hyperper        | Școală: Constantinopol Descoperit: jud. Argeș, com. Ștefan cel Mare, Glavacioc, Mănăstirea Glavacioc Material: AR            | Descriere avers: Bustul lui Iisus cu barbă, nimbat, purtând colobion, cu mâna dreaptă binecuvântează, iar în mâna stângă ține Evanghelia. Totul în cerc perlat și cerc liniar exterior. Între cele două cercuri, globule mari. Descriere revers: Bustul Împăratului purtând stemma cu prependilia și divitision cu maniakion. Totul în cerc perlat și cerc liniar exterior. Între cele două cercuri, legenda. Legendă revers: +M (ANOU) ILBA (SILEU) SOPALEOLG | Muzeul Județean Argeș, Pitești        | Cimec    |
|      | 1/4 Hyperper        | Școală: Constantinopol Descoperit: jud. Argeș, com. Ștefan cel Mare, Glavacioc, Mănăstirea Glavacioc Material: AR            | Descriere avers: Bustul lui Iisus cu barbă, nimbat, purtând colobion, cu mâna dreaptă binecuvântează, iar în mâna stângă ține Evanghelia. Totul în cerc perlat și cerc liniar exterior. Între cele două cercuri, globule mari. Descriere revers: Bustul Împăratului purtând stemma cu prependilia și divitision cu maniakion. Totul în cerc perlat și cerc liniar exterior. Între cele două cercuri, legenda. Legendă revers: +M ANOUILBASILEUSO PALEOLG | Muzeul Județean Argeș, Pitești        | Cimec    |
|      | 1/4 Hyperper        | Școală: Constantinopol Descoperit: jud. Argeș, com. Ștefan cel Mare, Glavacioc, Mănăstirea Glavacioc Material: AR            | Descriere avers: Bustul lui Iisus cu barbă, nimbat, purtând colobion, cu mâna dreaptă binecuvântează, iar în mâna stângă ține Evanghelia. Totul în cerc perlat și cerc liniar exterior. Între cele două cercuri, globule mari. Descriere revers: Bustul Împăratului purtând stemma cu prependilia și divitision cu maniakion. Totul în cerc perlat și cerc liniar exterior. Între cele două cercuri, legenda. Legendă revers: +MA (N) OUIL BASILEUSO PALEOLG | Muzeul Județean Argeș, Pitești        | Cimec    |
|      | 1/4 Hyperper        | Școală: Constantinopol Descoperit: jud. Argeș, com. Ștefan cel Mare, Glavacioc, Mănăstirea Glavacioc Material: AR            | Descriere avers: Bustul lui Iisus cu barbă, nimbat, purtând colobion, cu mâna dreaptă binecuvântează, iar în mâna stângă ține Evanghelia. Totul în cerc perlat și cerc liniar exterior. Între cele două cercuri, globule mari. Descriere revers: Bustul Împăratului purtând stemma cu prependilia și divitision cu maniakion. Totul în cerc perlat și cerc liniar exterior. Între cele două cercuri, legenda. Legendă revers: +M (AN) OUILBASLEUSO PALEOLOG | Muzeul Județean Argeș, Pitești        | Cimec    |
|      | 1/4 Hyperper        | Școală: Constantinopol Descoperit: jud. Argeș, com. Ștefan cel Mare, Glavacioc, Mănăstirea Glavacioc Material: AR            | Descriere avers: Bustul lui Iisus cu barbă, nimbat, purtând colobion, cu mâna dreaptă binecuvântează, iar în mâna stângă ține Evanghelia. Totul în cerc perlat și cerc liniar exterior. Între cele două cercuri, globule mari. Descriere revers: Bustul Împăratului purtând stemma cu prependilia și divitision cu maniakion. Totul în cerc perlat și cerc liniar exterior. Între cele două cercuri, legenda. Legendă revers: +IOA (NISBA) SILUSOPALEOLOGO | Muzeul Județean Argeș, Pitești        | Cimec    |
|      | 1/4 Hyperper        | Școală: Constantinopol Descoperit: jud. Argeș, com. Ștefan cel Mare, Glavacioc, Mănăstirea Glavacioc Material: AR            | Descriere avers: Bustul lui Iisus cu barbă, nimbat, purtând colobion, cu mâna dreaptă binecuvântează, iar în mâna stângă ține Evanghelia. Totul în cerc perlat și cerc liniar exterior. Între cele două cercuri, globule mari. Descriere revers: Bustul Împăratului purtând stemma cu prependilia și divitision cu maniakion. Totul în cerc perlat și cerc liniar exterior. Între cele două cercuri, legenda. Legendă revers: +IOANISBASILEUSO PALEOLOGO | Muzeul Județean Argeș, Pitești        | Cimec    |
|      | 1/4 Hyperper        | Școală: Constantinopol Descoperit: jud. Argeș, com. Ștefan cel Mare, Glavacioc, Mănăstirea Glavacioc Material: AR            | Descriere avers: Bustul lui Iisus cu barbă, nimbat, purtând colobion, cu mâna dreaptă binecuvântează, iar în mâna stângă ține Evanghelia. Totul în cerc perlat și cerc liniar exterior. Între cele două cercuri, globule mari. Descriere revers: Bustul Împăratului purtând stemma cu prependilia și divitision cu maniakion. Totul în cerc perlat și cerc liniar exterior. Între cele două cercuri, legenda. Legendă revers: +IO (ANIS BASILEUSO) PALEOLOGO | Muzeul Județean Argeș, Pitești        | Cimec    |
|      | 1/4 Hyperper        | Școală: Constantinopol Descoperit: jud. Argeș, com. Ștefan cel Mare, Glavacioc, Mănăstirea Glavacioc Material: AR            | Descriere avers: Bustul lui Iisus cu barbă, nimbat, purtând colobion, cu mâna dreaptă binecuvântează, iar în mâna stângă ține Evanghelia. Totul în cerc perlat și cerc liniar exterior. Între cele două cercuri, globule mari. Descriere revers: Bustul Împăratului purtând stemma cu prependilia și divitision cu maniakion. Totul în cerc perlat și cerc liniar exterior. Între cele două cercuri, legenda. Legendă revers: +IOANISBASILEUSO PALEOLOGO | Muzeul Județean Argeș, Pitești        | Cimec    |
|      | 1/4 Hyperper        | Școală: Constantinopol Descoperit: jud. Argeș, com. Ștefan cel Mare, Glavacioc, Mănăstirea Glavacioc Material: AR            | Descriere avers: Bustul lui Iisus cu barbă, nimbat, purtând colobion, cu mâna dreaptă binecuvântează, iar în mâna stângă ține Evanghelia. Totul în cerc perlat și cerc liniar exterior. Între cele două cercuri, globule mari. Descriere revers: Bustul Împăratului purtând stemma cu prependilia și divitision cu maniakion. Totul în cerc perlat și cerc liniar exterior. Între cele două cercuri, legenda. Legendă revers: +IOANIS BASI (LEUSO) PALEOLOGO | Muzeul Județean Argeș, Pitești        | Cimec    |
|      | 1/4 Hyperper        | Școală: Constantinopol Descoperit: jud. Argeș, com. Ștefan cel Mare, Glavacioc, Mănăstirea Glavacioc Material: AR            | Descriere avers: Bustul lui Iisus cu barbă, nimbat, purtând colobion, cu mâna dreaptă binecuvântează, iar în mâna stângă ține Evanghelia. Totul în cerc perlat și cerc liniar exterior. Între cele două cercuri, globule mari. Descriere revers: Bustul Împăratului purtând stemma cu prependilia și divitision cu maniakion. Totul în cerc perlat și cerc liniar exterior. Între cele două cercuri, legenda. Legendă revers: (+IO) ANIS BASILEUSO (PALEO) L (OGO) | Muzeul Județean Argeș, Pitești        | Cimec    |
|      | 1/4 Hyperper        | Școală: Constantinopol Descoperit: jud. Argeș, com. Ștefan cel Mare, Glavacioc, Mănăstirea Glavacioc Material: AR            | Descriere avers: Bustul lui Iisus cu barbă, nimbat, purtând colobion, cu mâna dreaptă binecuvântează, iar în mâna stângă ține Evanghelia. Totul în cerc perlat și cerc liniar exterior. Între cele două cercuri, globule mari. Descriere revers: Bustul Împăratului purtând stemma cu prependilia și divitision cu maniakion. Totul în cerc perlat și cerc liniar exterior. Între cele două cercuri, legenda. Legendă revers: +IOANISBA (SI) LEUSO PALEOLOGOS | Muzeul Județean Argeș, Pitești        | Cimec    |
|      | Ducat               | Școală: Târgoviște Descoperit: jud. Argeș, com. Ștefan cel Mare, Glavacioc, Mănăstirea Glavacioc Material: AR                | Descriere avers: Domnitorul în picioare, purtând coroană, surcotă, centură, mantie, ține globul cruciger în mâna stângă și lancea în poziție verticală, în dreapta. Descriere revers: Scut înclinat spre dreapta, despicat, în primul câmp, patru grinzi, în al doilea, stea cu cinci raze, timbrat de un coif deschis în profil spre dreapta, pe care stă o acvilă spre dreapta, având capul întors spre stânga. Legendă revers: IOM - VV | Muzeul Județean Argeș, Pitești        | Cimec    |
|      | Ducat               | Școală: Târgoviște Descoperit: jud. Argeș, com. Ștefan cel Mare, Glavacioc, Mănăstirea Glavacioc Material: AR                | Descriere avers: Domnitorul în picioare, purtând coroană, surcotă, centură, mantie, ține globul cruciger în mâna stângă și lancea în poziție verticală, în dreapta. Descriere revers: Scut înclinat spre dreapta, despicat, primul câmp plin, în al doilea patru grinzi, timbrat de un coif deschis, în profil spre dreapta, pe care stă o acvilă spre dreapta, având capul întors spre stânga. Legendă revers: +IOM - V | Muzeul Județean Argeș, Pitești        | Cimec    |
|      | Ducat               | Școală: Târgoviște Descoperit: jud. Argeș, com. Ștefan cel Mare, Glavacioc, Mănăstirea Glavacioc Material: AR                | Descriere avers: Domnitorul în picioare, purtând coroană, surcotă, centură, mantie, ține globul cruciger în mâna stângă și lancea în poziție verticală, în dreapta. Descriere revers: Scut înclinat spre dreapta, despicat, în primul câmp, patru grinzi, în al doilea, stea cu cinci raze, timbrat de un coif deschis în profil spre dreapta, pe care stă o acvilă spre dreapta, având capul întors spre stânga. Legendă revers: +IOM - VV | Muzeul Județean Argeș, Pitești        | Cimec    |
|      | Ducat               | Școală: Târgoviște Descoperit: jud. Argeș, com. Ștefan cel Mare, Glavacioc, Mănăstirea Glavacioc Material: AR                | Descriere avers: Domnitorul în picioare, purtând coroană, surcotă, centură, mantie, ține globul cruciger în mâna stângă și lancea în poziție verticală, în dreapta. Descriere revers: Scut înclinat spre dreapta, despicat, în primul câmp stea cu cinci raze, în câmpul al doilea trei grinzi, timbrat de un coif deschis în profil spre dreapta, pe care stă o acvilă spre dreapta, având capul întors spre stânga. Legendă revers: +IO - VV | Muzeul Județean Argeș, Pitești        | Cimec    |
|      | Ducat               | Școală: Târgoviște Descoperit: jud. Argeș, com. Ștefan cel Mare, Glavacioc, Mănăstirea Glavacioc Material: AR                | Descriere avers: Domnitorul în picioare, purtând coroană, surcotă, centură, mantie, ține globul cruciger în mâna stângă și lancea în poziție verticală, în dreapta. Descriere revers: Scut înclinat spre dreapta, despicat, în primul câmp patru grinzi, câmpul al doilea plin, timbrat de un coif deschis în profil spre dreapta, pe care stă o acvilă spre dreapta, având capul întors spre stânga. Legendă revers: + IOMI - VV | Muzeul Județean Argeș, Pitești        | Cimec    |
|      | Ducat               | Școală: Târgoviște Descoperit: jud. Argeș, com. Ștefan cel Mare, Glavacioc, Mănăstirea Glavacioc Material: AR                | Descriere avers: Domnitorul în picioare, purtând coroană, surcotă, centură, mantie, ține globul cruciger în mâna stângă și lancea în poziție verticală, în dreapta. Descriere revers: Scut înclinat spre dreapta, despicat, în primul câmp stea cu cinci raze, în al doilea câmp trei grinzi, timbrat de un coif deschis în profil spre dreapta, pe care stă o acvilă spre dreapta, având capul întors spre stânga. Legendă revers: + IO - V | Muzeul Județean Argeș, Pitești        | Cimec    |
|      | Ducat               | Școală: Târgoviște Descoperit: jud. Argeș, com. Ștefan cel Mare, Glavacioc, Mănăstirea Glavacioc Material: AR                | Descriere avers: Domnitorul în picioare, purtând coroană, surcotă, centură, mantie, ține globul cruciger în mâna stângă și lancea în poziție verticală, în dreapta. Descriere revers: Scut înclinat spre dreapta, despicat, în primul câmp stea cu cinci raze, în al doilea câmp trei grinzi, timbrat de un coif deschis în profil spre dreapta, pe care stă o acvilă spre dreapta, având capul întors spre stânga. Legendă revers: + IO - VV | Muzeul Județean Argeș, Pitești        | Cimec    |
|      | Ducat               | Școală: Târgoviște Descoperit: jud. Argeș, com. Ștefan cel Mare, Glavacioc, Mănăstirea Glavacioc Material: AR                | Descriere avers: Domnitorul în picioare, purtând coroană, surcotă, centură, mantie, ține globul cruciger în mâna stângă și lancea în poziție verticală, în dreapta. Descriere revers: Scut înclinat spre dreapta, despicat, în primul câmp patru grinzi, al doilea câmp plin, timbrat de un coif deschis în profil spre dreapta, pe care stă o acvilă spre dreapta, având capul întors spre stânga. Legendă revers: + IOM - VV | Muzeul Județean Argeș, Pitești        | Cimec    |
|      | Ducat               | Școală: Târgoviște Descoperit: jud. Argeș, com. Ștefan cel Mare, Glavacioc, Mănăstirea Glavacioc Material: AR                | Descriere avers: Domnitorul în picioare, purtând coroană, surcotă, centură, mantie, ține globul cruciger în mâna stângă și lancea în poziție verticală, în dreapta. Descriere revers: Scut înclinat spre dreapta, despicat, în primul câmp patru grinzi, al doilea câmp plin, timbrat de un coif deschis în profil spre dreapta, pe care stă o acvilă spre dreapta, având capul întors spre stânga. Legendă revers: + IOM - VV | Muzeul Județean Argeș, Pitești        | Cimec    |
|      | Ducat               | Școală: Târgoviște Descoperit: jud. Argeș, com. Ștefan cel Mare, Glavacioc, Mănăstirea Glavacioc Material: AR                | Descriere avers: Domnitorul în picioare, purtând coroană, surcotă, centură, mantie, ține globul cruciger în mâna stângă și lancea în poziție verticală, în dreapta. Descriere revers: Scut înclinat spre dreapta, despicat, în primul câmp patru grinzi, al doilea câmp plin, timbrat de un coif deschis în profil spre dreapta, pe care stă o acvilă spre dreapta, având capul întors spre stânga. Legendă revers: + IOM - VV | Muzeul Județean Argeș, Pitești        | Cimec    |
|      | Ducat               | Școală: Târgoviște Descoperit: jud. Argeș, com. Ștefan cel Mare, Glavacioc, Mănăstirea Glavacioc Material: AR                | Descriere avers: Domnitorul în picioare, purtând coroană, surcotă, centură, mantie, ține globul cruciger în mâna stângă și lancea în poziție verticală, în dreapta. Descriere revers: Scut înclinat spre dreapta, despicat, în primul câmp stea cu cinci raze, în al doilea patru grinzi, timbrat de un coif deschis în profil spre dreapta, pe care stă o acvilă spre dreapta, având capul întors spre stânga. Legendă revers: + IOM - VV | Muzeul Județean Argeș, Pitești        | Cimec    |
|      | Ducat               | Școală: Târgoviște Descoperit: jud. Argeș, com. Ștefan cel Mare, Glavacioc, Mănăstirea Glavacioc Material: AR                | Descriere avers: Domnitorul în picioare, purtând coroană, surcotă, centură, mantie, ține globul cruciger în mâna stângă și lancea în poziție verticală, în dreapta. Descriere revers: Scut înclinat spre dreapta, despicat, câmpul întâi ?, câmpul al doilea plin, timbrat de un coif deschis în profil spre dreapta, pe care stă o acvilă spre dreapta, având capul întors spre stânga. Legendă revers: (-) O - VV | Muzeul Județean Argeș, Pitești        | Cimec    |
|      | Ducat               | Școală: Târgoviște Descoperit: jud. Argeș, com. Ștefan cel Mare, Glavacioc, Mănăstirea Glavacioc Material: AR                | Descriere avers: Domnitorul în picioare, purtând coroană, surcotă, centură, mantie, ține globul cruciger în mâna stângă și lancea în poziție verticală, în dreapta. Descriere revers: Scut înclinat spre dreapta, despicat, în primul câmp stea cu cinci raze, în al doilea patru grinzi, timbrat de un coif deschis în profil spre dreapta, pe care stă o acvilă spre dreapta, având capul întors spre stânga. Legendă revers: + IOM - VV | Muzeul Județean Argeș, Pitești        | Cimec    |
|      | Ducat               | Școală: Târgoviște Descoperit: jud. Argeș, com. Ștefan cel Mare, Glavacioc, Mănăstirea Glavacioc Material: AR                | Descriere avers: Domnitorul în picioare, purtând coroană, surcotă, centură, mantie, ține globul cruciger în mâna stângă și lancea în poziție verticală, în dreapta. Descriere revers: Scut înclinat spre dreapta, despicat, în primul câmp patru grinzi, al doilea câmp plin, timbrat de un coif deschis în profil spre dreapta, pe care stă o acvilă spre dreapta, având capul întors spre stânga. Legendă revers: + I IOM - VV | Muzeul Județean Argeș, Pitești        | Cimec    |
|      | Ducat               | Școală: Târgoviște Descoperit: jud. Argeș, com. Ștefan cel Mare, Glavacioc, Mănăstirea Glavacioc Material: AR                | Descriere avers: Domnitorul în picioare, purtând coroană, surcotă, centură, mantie, ține globul cruciger în mâna stângă și lancea în poziție verticală, în dreapta. Descriere revers: Scut înclinat spre dreapta, despicat, în primul câmp patru grinzi, al doilea câmp plin, timbrat de un coif deschis în profil spre dreapta, pe care stă o acvilă spre dreapta, având capul întors spre stânga. Legendă revers: + IOM - VV | Muzeul Județean Argeș, Pitești        | Cimec    |
|      | Ducat               | Școală: Târgoviște Descoperit: jud. Argeș, com. Ștefan cel Mare, Glavacioc, Mănăstirea Glavacioc Material: AR                | Descriere avers: Domnitorul în picioare, purtând coroană, surcotă, centură, mantie, ține globul cruciger în mâna stângă și lancea în poziție verticală, în dreapta. Descriere revers: Scut înclinat spre dreapta, despicat, în primul câmp stea cu cinci raze, în al doilea câmp patru grinzi, timbrat de un coif deschis în profil spre dreapta, pe care stă o acvilă spre dreapta, având capul întors spre stânga. Legendă revers: + IOM - VV | Muzeul Județean Argeș, Pitești        | Cimec    |
|      | Ducat               | Școală: Târgoviște Descoperit: jud. Argeș, com. Ștefan cel Mare, Glavacioc, Mănăstirea Glavacioc Material: AR                | Descriere avers: Domnitorul în picioare, purtând coroană, surcotă, centură, mantie, ține globul cruciger în mâna stângă și lancea în poziție verticală, în dreapta. Descriere revers: Scut înclinat spre dreapta, despicat, în primul câmp stea cu cinci raze, în al doilea câmp patru grinzi, timbrat de un coif deschis în profil spre dreapta, pe care stă o acvilă spre dreapta, având capul întors spre stânga. Legendă revers: (-) M - V | Muzeul Județean Argeș, Pitești        | Cimec    |
|      | Ducat               | Școală: Târgoviște Descoperit: jud. Argeș, com. Ștefan cel Mare, Glavacioc, Mănăstirea Glavacioc Material: AR                | Descriere avers: Domnitorul în picioare, purtând coroană, surcotă, centură, mantie, ține globul cruciger în mâna stângă și lancea în poziție verticală, în dreapta. Descriere revers: Scut înclinat spre dreapta, despicat, în primul câmp patru grinzi, al doilea câmp plin, timbrat de un coif deschis în profil spre dreapta, pe care stă o acvilă spre dreapta, având capul întors spre stânga. Legendă revers: + IOMI - VV | Muzeul Județean Argeș, Pitești        | Cimec    |
|      | Ducat               | Școală: Târgoviște Descoperit: jud. Argeș, com. Ștefan cel Mare, Glavacioc, Mănăstirea Glavacioc Material: AR                | Descriere avers: Domnitorul în picioare, purtând coroană, surcotă, centură, mantie, ține globul cruciger în mâna stângă și lancea în poziție verticală, în dreapta. Descriere revers: Scut înclinat spre dreapta, despicat, în primul câmp patru grinzi, al doilea câmp plin, timbrat de un coif deschis în profil spre dreapta, pe care stă o acvilă spre dreapta, având capul întors spre stânga. Legendă revers: + IOM - V | Muzeul Județean Argeș, Pitești        | Cimec    |
|      | Ducat               | Școală: Târgoviște Descoperit: jud. Argeș, com. Ștefan cel Mare, Glavacioc, Mănăstirea Glavacioc Material: AR                | Descriere avers: Domnitorul în picioare, purtând coroană, surcotă, centură, mantie, ține globul cruciger în mâna stângă și lancea în poziție verticală, în dreapta. Descriere revers: Scut înclinat spre dreapta, despicat, în primul câmp patru grinzi, al doilea câmp plin, timbrat de un coif deschis în profil spre dreapta, pe care stă o acvilă spre dreapta, având capul întors spre stânga. Legendă revers: + IOMI - VV | Muzeul Județean Argeș, Pitești        | Cimec    |
|      | Ducat               | Școală: Târgoviște Descoperit: jud. Argeș, com. Ștefan cel Mare, Glavacioc, Mănăstirea Glavacioc Material: AR                | Descriere avers: Domnitorul în picioare, purtând coroană, surcotă, centură, mantie, ține globul cruciger în mâna stângă și lancea în poziție verticală, în dreapta. Descriere revers: Scut înclinat spre dreapta, despicat, în primul câmp patru grinzi, al doilea câmp plin, timbrat de un coif deschis în profil spre dreapta, pe care stă o acvilă spre dreapta, având capul întors spre stânga. Legendă revers: + IOMI - VV | Muzeul Județean Argeș, Pitești        | Cimec    |
|      | Ducat               | Școală: Târgoviște Descoperit: jud. Argeș, com. Ștefan cel Mare, Glavacioc, Mănăstirea Glavacioc Material: AR                | Descriere avers: Domnitorul în picioare, purtând coroană, surcotă, centură, mantie, ține globul cruciger în mâna stângă și lancea în poziție verticală, în dreapta. Descriere revers: Scut înclinat spre dreapta, despicat, în primul câmp patru grinzi, al doilea câmp plin, timbrat de un coif deschis în profil spre dreapta, pe care stă o acvilă spre dreapta, având capul întors spre stânga. Legendă revers: (-) M - VV | Muzeul Județean Argeș, Pitești        | Cimec    |
|      | Ducat               | Școală: Târgoviște Descoperit: jud. Argeș, com. Ștefan cel Mare, Glavacioc, Mănăstirea Glavacioc Material: AR                | Descriere avers: Domnitorul în picioare, purtând coroană, surcotă, centură, mantie, ține globul cruciger în mâna stângă și lancea în poziție verticală, în dreapta. Descriere revers: Scut înclinat spre dreapta, despicat, în primul câmp stea cu cinci raze, în al doilea trei grinzi, timbrat de un coif deschis în profil spre dreapta, pe care stă o acvilă spre dreapta, având capul întors spre stânga. Legendă revers: + IOM - VV | Muzeul Județean Argeș, Pitești        | Cimec    |
|      | Ducat               | Școală: Târgoviște Descoperit: jud. Argeș, com. Ștefan cel Mare, Glavacioc, Mănăstirea Glavacioc Material: AR                | Descriere avers: Domnitorul în picioare, purtând coroană, surcotă, centură, mantie, ține globul cruciger în mâna stângă și lancea în poziție verticală, în dreapta. Descriere revers: Scut înclinat spre dreapta, despicat, în primul câmp stea cu cinci raze, în al doilea patru grinzi, timbrat de un coif deschis în profil spre dreapta, pe care stă o acvilă spre dreapta, având capul întors spre stânga. Legendă revers: + IOM - VV | Muzeul Județean Argeș, Pitești        | Cimec    |
|      | Ducat               | Școală: Târgoviște Descoperit: jud. Argeș, com. Ștefan cel Mare, Glavacioc, Mănăstirea Glavacioc Material: AR                | Descriere avers: Domnitorul în picioare, purtând coroană, surcotă, centură, mantie, ține globul cruciger în mâna stângă și lancea în poziție verticală, în dreapta. Descriere revers: Scut înclinat spre dreapta, despicat, în primul câmp patru grinzi, al doilea câmp plin, timbrat de un coif deschis în profil spre dreapta, pe care stă o acvilă spre dreapta, având capul întors spre stânga. Legendă revers: + IOM - VV | Muzeul Județean Argeș, Pitești        | Cimec    |
|      | Ducat               | Școală: Târgoviște Descoperit: jud. Argeș, com. Ștefan cel Mare, Glavacioc, Mănăstirea Glavacioc Material: AR                | Descriere avers: Domnitorul în picioare, purtând coroană, surcotă, centură, mantie, ține globul cruciger în mâna stângă și lancea în poziție verticală, în dreapta. Descriere revers: Scut înclinat spre dreapta, despicat, în primul câmp stea cu cinci raze, în al doilea patru grinzi, timbrat de un coif deschis în profil spre dreapta, pe care stă o acvilă spre dreapta, având capul întors spre stânga. Legendă revers: + (-) IOM - VV | Muzeul Județean Argeș, Pitești        | Cimec    |
|      | Ducat               | Școală: Târgoviște Descoperit: jud. Argeș, com. Ștefan cel Mare, Glavacioc, Mănăstirea Glavacioc Material: AR                | Descriere avers: Domnitorul în picioare, purtând coroană, surcotă, centură, mantie, ține globul cruciger în mâna stângă și lancea în poziție verticală, în dreapta. Descriere revers: Scut înclinat spre dreapta, despicat, în primul câmp patru grinzi, al doilea câmp plin, timbrat de un coif deschis în profil spre dreapta, pe care stă o acvilă spre dreapta, având capul întors spre stânga. Legendă revers: + IOM - VV | Muzeul Județean Argeș, Pitești        | Cimec    |
|      | Ducat               | Școală: Târgoviște Descoperit: jud. Argeș, com. Ștefan cel Mare, Glavacioc, Mănăstirea Glavacioc Material: AR                | Descriere avers: Domnitorul în picioare, purtând coroană, surcotă, centură, mantie, ține globul cruciger în mâna stângă și lancea în poziție verticală, în dreapta. Descriere revers: Scut înclinat spre dreapta, despicat, în primul câmp patru grinzi, al doilea câmp plin, timbrat de un coif deschis în profil spre dreapta, pe care stă o acvilă spre dreapta, având capul întors spre stânga. Legendă revers: + IOM - VV | Muzeul Județean Argeș, Pitești        | Cimec    |
|      | Ducat               | Școală: Târgoviște Descoperit: jud. Argeș, com. Ștefan cel Mare, Glavacioc, Mănăstirea Glavacioc Material: AR                | Descriere avers: Domnitorul în picioare, purtând coroană, surcotă, centură, mantie, ține globul cruciger în mâna stângă și lancea în poziție verticală, în dreapta. Descriere revers: Scut înclinat spre dreapta, despicat, în primul câmp patru grinzi, al doilea câmp plin, timbrat de un coif deschis în profil spre dreapta, pe care stă o acvilă spre dreapta, având capul întors spre stânga. Legendă revers: + IOM - VV | Muzeul Județean Argeș, Pitești        | Cimec    |
|      | Ducat               | Școală: Târgoviște Descoperit: jud. Argeș, com. Ștefan cel Mare, Glavacioc, Mănăstirea Glavacioc Material: AR                | Descriere avers: Domnitorul în picioare, purtând coroană, surcotă, centură, mantie, ține globul cruciger în mâna stângă și lancea în poziție verticală, în dreapta. Descriere revers: Scut înclinat spre dreapta, despicat, în primul câmp patru grinzi, al doilea câmp plin, timbrat de un coif deschis în profil spre dreapta, pe care stă o acvilă spre dreapta, având capul întors spre stânga. Legendă revers: + IOM - VV | Muzeul Județean Argeș, Pitești        | Cimec    |
|      | Ducat               | Școală: Târgoviște Descoperit: jud. Argeș, com. Ștefan cel Mare, Glavacioc, Mănăstirea Glavacioc Material: AR                | Descriere avers: Domnitorul în picioare, purtând coroană, surcotă, centură, mantie, ține globul cruciger în mâna stângă și lancea în poziție verticală, în dreapta. Descriere revers: Scut înclinat spre dreapta, despicat, în primul câmp stea cu cinci raze, în al doilea patru grinzi, timbrat de un coif deschis în profil spre dreapta, pe care stă o acvilă spre dreapta, având capul întors spre stânga. Legendă revers: + IOM - VV | Muzeul Județean Argeș, Pitești        | Cimec    |
|      | Ducat               | Școală: Târgoviște Descoperit: jud. Argeș, com. Ștefan cel Mare, Glavacioc, Mănăstirea Glavacioc Material: AR                | Descriere avers: Domnitorul în picioare, purtând coroană, surcotă, centură, mantie, ține globul cruciger în mâna stângă și lancea în poziție verticală, în dreapta. Descriere revers: Scut înclinat spre dreapta, despicat, în primul câmp stea cu cinci raze, în al doilea patru grinzi, timbrat de un coif deschis în profil spre dreapta, pe care stă o acvilă spre dreapta, având capul întors spre stânga. Legendă revers: + IOM - VV | Muzeul Județean Argeș, Pitești        | Cimec    |
|      | Ducat               | Școală: Târgoviște Descoperit: jud. Argeș, com. Ștefan cel Mare, Glavacioc, Mănăstirea Glavacioc Material: AR                | Descriere avers: Domnitorul în picioare, purtând coroană, surcotă, centură, mantie, ține globul cruciger în mâna stângă și lancea în poziție verticală, în dreapta. Descriere revers: Scut înclinat spre dreapta, despicat, în primul câmp stea cu cinci raze, în al doilea patru grinzi, timbrat de un coif deschis în profil spre dreapta, pe care stă o acvilă spre dreapta, având capul întors spre stânga. Legendă revers: + IOM - V | Muzeul Județean Argeș, Pitești        | Cimec    |
|      | Ducat               | Școală: Târgoviște Descoperit: jud. Argeș, com. Ștefan cel Mare, Glavacioc, Mănăstirea Glavacioc Material: AR                | Descriere avers: Domnitorul în picioare, purtând coroană, surcotă, centură, mantie, ține globul cruciger în mâna stângă și lancea în poziție verticală, în dreapta. Descriere revers: Scut înclinat spre dreapta, despicat, în primul câmp patru grinzi, al doilea câmp plin, timbrat de un coif deschis în profil spre dreapta, pe care stă o acvilă spre dreapta, având capul întors spre stânga. Legendă revers: + IOM - V | Muzeul Județean Argeș, Pitești        | Cimec    |
|      | Ducat               | Școală: Târgoviște Descoperit: jud. Argeș, com. Ștefan cel Mare, Glavacioc, Mănăstirea Glavacioc Material: AR                | Descriere avers: Domnitorul în picioare, purtând coroană, surcotă, centură, mantie, ține globul cruciger în mâna stângă și lancea în poziție verticală, în dreapta. Descriere revers: Scut înclinat spre dreapta, despicat, în primul câmp stea cu cinci raze, în al doilea patru grinzi, timbrat de un coif deschis în profil spre dreapta, pe care stă o acvilă spre dreapta, având capul întors spre stânga. Legendă revers: + IOM - (-) | Muzeul Județean Argeș, Pitești        | Cimec    |
|      | Ducat               | Școală: Târgoviște Descoperit: jud. Argeș, com. Ștefan cel Mare, Glavacioc, Mănăstirea Glavacioc Material: AR                | Descriere avers: Domnitorul în picioare, purtând coroană, surcotă, centură, mantie, ține globul cruciger în mâna stângă și lancea în poziție verticală, în dreapta. Descriere revers: Scut înclinat spre dreapta, despicat, în primul câmp patru grinzi, al doilea câmp plin, timbrat de un coif deschis în profil spre dreapta, pe care stă o acvilă spre dreapta, având capul întors spre stânga. Legendă revers: (-) IM - VV | Muzeul Județean Argeș, Pitești        | Cimec    |
|      | Ducat               | Școală: Târgoviște Descoperit: jud. Argeș, com. Ștefan cel Mare, Glavacioc, Mănăstirea Glavacioc Material: AR                | Descriere avers: Domnitorul în picioare, purtând coroană, surcotă, centură, mantie, ține globul cruciger în mâna stângă și lancea în poziție verticală, în dreapta. Descriere revers: Scut înclinat spre dreapta, despicat, în primul câmp stea cu cinci raze, în al doilea patru grinzi, timbrat de un coif deschis în profil spre dreapta, pe care stă o acvilă spre dreapta, având capul întors spre stânga. Legendă revers: + IOM - VV | Muzeul Județean Argeș, Pitești        | Cimec    |
|      | Ducat               | Școală: Târgoviște Descoperit: jud. Argeș, com. Ștefan cel Mare, Glavacioc, Mănăstirea Glavacioc Material: AR                | Descriere avers: Domnitorul în picioare, purtând coroană, surcotă, centură, mantie, ține globul cruciger în mâna stângă și lancea în poziție verticală, în dreapta. Descriere revers: Scut înclinat spre dreapta, despicat, în primul câmp stea cu cinci raze, în al doilea patru grinzi, timbrat de un coif deschis în profil spre dreapta, pe care stă o acvilă spre dreapta, având capul întors spre stânga. Legendă revers: + IOM - VV | Muzeul Județean Argeș, Pitești        | Cimec    |
|      | Ducat               | Școală: Târgoviște Descoperit: jud. Argeș, com. Ștefan cel Mare, Glavacioc, Mănăstirea Glavacioc Material: AR                | Descriere avers: Domnitorul în picioare, purtând coroană, surcotă, centură, mantie, ține globul cruciger în mâna stângă și lancea în poziție verticală, în dreapta. Descriere revers: Scut înclinat spre dreapta, despicat, în primul câmp patru grinzi, al doilea câmp plin, timbrat de un coif deschis în profil spre dreapta, pe care stă o acvilă spre dreapta, având capul întors spre stânga. Legendă revers: + IOM - VV | Muzeul Județean Argeș, Pitești        | Cimec    |
|      | Ducat               | Școală: Târgoviște Descoperit: jud. Argeș, com. Ștefan cel Mare, Glavacioc, Mănăstirea Glavacioc Material: AR                | Descriere avers: Domnitorul în picioare, purtând coroană, surcotă, centură, mantie, ține globul cruciger în mâna stângă și lancea în poziție verticală, în dreapta. Descriere revers: Scut înclinat spre dreapta, despicat, în primul câmp patru grinzi, al doilea câmp stea cu cinci raze, timbrat de un coif deschis în profil spre dreapta, pe care stă o acvilă spre dreapta, având capul întors spre stânga. Legendă revers: + IOM - VV | Muzeul Județean Argeș, Pitești        | Cimec    |
|      | Ducat               | Școală: Târgoviște Descoperit: jud. Argeș, com. Ștefan cel Mare, Glavacioc, Mănăstirea Glavacioc Material: AR                | Descriere avers: Domnitorul în picioare, purtând coroană, surcotă, centură, mantie, ține globul cruciger în mâna stângă și lancea în poziție verticală, în dreapta. Descriere revers: Scut înclinat spre dreapta, despicat, în primul câmp stea cu cinci raze, în al doilea trei grinzi, timbrat de un coif deschis în profil spre dreapta, pe care stă o acvilă spre dreapta, având capul întors spre stânga. Legendă revers: + IOM - V - V | Muzeul Județean Argeș, Pitești        | Cimec    |
|      | Ducat               | Școală: Târgoviște Descoperit: jud. Argeș, com. Ștefan cel Mare, Glavacioc, Mănăstirea Glavacioc Material: AR                | Descriere avers: Domnitorul în picioare, purtând coroană, surcotă, centură, mantie, ține globul cruciger în mâna stângă și lancea în poziție verticală, în dreapta. Descriere revers: Scut înclinat spre dreapta, despicat, primul câmp plin, în al doilea câmp patru grinzi, timbrat de un coif deschis în profil spre dreapta, pe care stă o acvilă spre dreapta, având capul întors spre stânga. Legendă revers: (-) M - VV | Muzeul Județean Argeș, Pitești        | Cimec    |
|      | Ducat               | Școală: Târgoviște Descoperit: jud. Argeș, com. Ștefan cel Mare, Glavacioc, Mănăstirea Glavacioc Material: AR                | Descriere avers: Domnitorul în picioare, purtând coroană, surcotă, centură, mantie, ține globul cruciger în mâna stângă și lancea în poziție verticală, în dreapta. Descriere revers: Scut înclinat spre dreapta, despicat, în primul câmp stea cu cinci raze, în al doilea patru grinzi, timbrat de un coif deschis în profil spre dreapta, pe care stă o acvilă spre dreapta, având capul întors spre stânga. Legendă revers: (-) OM - VV | Muzeul Județean Argeș, Pitești        | Cimec    |
|      | Ducat               | Școală: Târgoviște Descoperit: jud. Argeș, com. Ștefan cel Mare, Glavacioc, Mănăstirea Glavacioc Material: AR                | Descriere avers: Domnitorul în picioare, purtând coroană, surcotă, centură, mantie, ține globul cruciger în mâna stângă și lancea în poziție verticală, în dreapta. Descriere revers: Scut înclinat spre dreapta, despicat, în primul câmp patru grinzi, al doilea câmp plin, timbrat de un coif deschis în profil spre dreapta, pe care stă o acvilă spre dreapta, având capul întors spre stânga. Legendă revers: + IOM - VV | Muzeul Județean Argeș, Pitești        | Cimec    |
|      | Ducat               | Școală: Târgoviște Descoperit: jud. Argeș, com. Ștefan cel Mare, Glavacioc, Mănăstirea Glavacioc Material: AR                | Descriere avers: Domnitorul în picioare, purtând coroană, surcotă, centură, mantie, ține globul cruciger în mâna stângă și lancea în poziție verticală, în dreapta. Descriere revers: Scut înclinat spre dreapta, despicat, în primul câmp stea cu cinci raze, în al doilea patru grinzi, timbrat de un coif deschis în profil spre dreapta, pe care stă o acvilă spre dreapta, având capul întors spre stânga. Legendă revers: + IOM - V (-) | Muzeul Județean Argeș, Pitești        | Cimec    |
|      | Ducat               | Școală: Târgoviște Descoperit: jud. Argeș, com. Ștefan cel Mare, Glavacioc, Mănăstirea Glavacioc Material: AR                | Descriere avers: Domnitorul în picioare, purtând coroană, surcotă, centură, mantie, ține globul cruciger în mâna stângă și lancea în poziție verticală, în dreapta. Descriere revers: Scut înclinat spre dreapta, despicat, în primul câmp patru grinzi, al doilea câmp plin, timbrat de un coif deschis în profil spre dreapta, pe care stă o acvilă spre dreapta, având capul întors spre stânga. Legendă revers: + IOM - VV | Muzeul Județean Argeș, Pitești        | Cimec    |
|      | Ducat               | Școală: Târgoviște Descoperit: jud. Argeș, com. Ștefan cel Mare, Glavacioc, Mănăstirea Glavacioc Material: AR                | Descriere avers: Domnitorul în picioare, purtând coroană, surcotă, centură, mantie, ține globul cruciger în mâna stângă și lancea în poziție verticală, în dreapta. Descriere revers: Scut înclinat spre dreapta, despicat, în primul câmp patru grinzi, al doilea câmp stea cu cinci raze, timbrat de un coif deschis în profil spre dreapta, pe care stă o acvilă spre dreapta, având capul întors spre stânga. Legendă revers: (-) VV | Muzeul Județean Argeș, Pitești        | Cimec    |
|      | Ducat               | Școală: Târgoviște Descoperit: jud. Argeș, com. Ștefan cel Mare, Glavacioc, Mănăstirea Glavacioc Material: AR                | Descriere avers: Domnitorul în picioare, purtând coroană, surcotă, centură, mantie, ține globul cruciger în mâna stângă și lancea în poziție verticală, în dreapta. Descriere revers: Scut înclinat spre dreapta, despicat, în primul câmp stea cu cinci raze, în al doilea câmp, patru grinzi, timbrat de un coif deschis, în profil spre dreapta, în care stă o acvilă spre dreapta, având capul întors spre stânga. | Muzeul Județean Argeș, Pitești        | Cimec    |
|      | Ducat               | Școală: Târgoviște Descoperit: jud. Argeș, com. Ștefan cel Mare, Glavacioc, Mănăstirea Glavacioc Material: AR                | Descriere avers: Domnitorul în picioare, purtând coroană, surcotă, centură, mantie, ține globul cruciger în mâna stângă și lancea în poziție verticală, în dreapta. Descriere revers: Scutul nu se distinge. Deasupra, coif deschis în profil spre dreapta, pe care stă o acvilă spre dreapta, având capul întors spre stânga. Legendă revers: + IO - (-) | Muzeul Județean Argeș, Pitești        | Cimec    |
|      | Ducat               | Școală: Târgoviște Descoperit: jud. Argeș, com. Ștefan cel Mare, Glavacioc, Mănăstirea Glavacioc Material: AR                | Descriere avers: Domnitorul în picioare, purtând coroană, surcotă, centură, mantie, ține globul cruciger în mâna stângă și lancea în poziție verticală, în dreapta. Descriere revers: Scut înclinat spre dreapta, despicat, în primul câmp stea cu cinci raze, în al doilea câmp, patru grinzi, timbrat de un coif deschis, în profil spre dreapta, în care stă o acvilă spre dreapta, având capul întors spre stânga. Legendă revers: (-) OM - V (-) | Muzeul Județean Argeș, Pitești        | Cimec    |
|      | Ducat               | Școală: Târgoviște Descoperit: jud. Argeș, com. Ștefan cel Mare, Glavacioc, Mănăstirea Glavacioc Material: AR                | Descriere avers: Domnitorul în picioare, purtând coroană, surcotă, centură, mantie, ține globul cruciger în mâna stângă și lancea în poziție verticală, în dreapta. Descriere revers: Scut înclinat spre dreapta, despicat, în primul câmp patru grinzi, în al doilea câmp, stea cu cinci raze, timbrat de un coif deschis, în profil spre dreapta, în care stă o acvilă spre dreapta, având capul întors spre stânga. Legendă revers: (-) OMI - VV | Muzeul Județean Argeș, Pitești        | Cimec    |
|      | Ducat               | Școală: Târgoviște Descoperit: jud. Argeș, com. Ștefan cel Mare, Glavacioc, Mănăstirea Glavacioc Material: AR                | Descriere avers: Domnitorul în picioare, purtând coroană, surcotă, centură, mantie, ține globul cruciger în mâna stângă și lancea în poziție verticală, în dreapta. Descriere revers: Scut înclinat spre dreapta, despicat, în primul câmp stea cu cinci raze, în al doilea câmp, patru grinzi, timbrat de un coif deschis, în profil spre dreapta, în care stă o acvilă spre dreapta, având capul întors spre stânga. Legendă revers: (-) O - VV | Muzeul Județean Argeș, Pitești        | Cimec    |
|      | Ducat               | Școală: Târgoviște Descoperit: jud. Argeș, com. Ștefan cel Mare, Glavacioc, Mănăstirea Glavacioc Material: AR                | Descriere avers: Domnitorul în picioare, purtând coroană, surcotă, centură, mantie, ține globul cruciger în mâna stângă și lancea în poziție verticală, în dreapta. Descriere revers: Scut înclinat spre dreapta, despicat, în primul câmp patru grinzi, al doilea câmp plin, timbrat de un coif deschis în profil sprea dreapta, pe care stă o acvilă spre dreapta, având capul întors spre stânga. Legendă revers: +IOM - VV | Muzeul Județean Argeș, Pitești        | Cimec    |
|      | Ducat               | Școală: Târgoviște Descoperit: jud. Argeș, com. Ștefan cel Mare, Glavacioc, Mănăstirea Glavacioc Material: AR                | Descriere avers: Domnitorul în picioare, purtând coroană, și veșminte de modă bizantină, ține lancea oblic în mâna dreaptă, iar în mâna stângă, globul cruciger. Descriere revers: Scut înclinat spre dreapta, despicat, în primul câmp patru grinzi, al doilea câmp, plin, timbrat de un coif deschis, în profil spre dreapta, în care stă o acvilă spre dreapta, având capul întors spre stânga. Legendă revers: (-) MIV - R (-) | Muzeul Județean Argeș, Pitești        | Cimec    |
|      | Ducat               | Școală: Târgoviște Descoperit: jud. Argeș, com. Ștefan cel Mare, Glavacioc, Mănăstirea Glavacioc Material: AR                | Descriere avers: Domnitorul în picioare, purtând coroană, surcotă, centură, mantie, ține globul cruciger în mâna stângă și lancea în poziție verticală, în dreapta. Descriere revers: Dublă batere, apar două acvile. Legendă revers: (-) IR - (-) IRV | Muzeul Județean Argeș, Pitești        | Cimec    |
|      | Ducat               | Școală: Târgoviște Descoperit: jud. Argeș, com. Ștefan cel Mare, Glavacioc, Mănăstirea Glavacioc Material: AR                | Descriere avers: Domnitorul în picioare, purtând coroană, surcotă, centură, mantie, ține globul cruciger în mâna stângă și lancea în poziție verticală, în dreapta. Descriere revers: Scut înclinat spre dreapta, despicat, în primul câmp stea cu cinci raze, în al doilea câmp, patru grinzi, timbrat de un coif deschis, în profil spre dreapta, în care stă o acvilă spre dreapta, având capul întors spre stânga. Legendă revers: +IOM - (-) | Muzeul Județean Argeș, Pitești        | Cimec    |
|      | Ducat               | Școală: Târgoviște Descoperit: jud. Argeș, com. Ștefan cel Mare, Glavacioc, Mănăstirea Glavacioc Material: AR                | Descriere avers: Domnitorul în picioare, purtând coroană, surcotă, centură, mantie, ține globul cruciger în mâna stângă și lancea în poziție verticală, în dreapta. Descriere revers: Scut înclinat spre dreapta, despicat, în primul câmp patru grinzi, al doilea câmp plin, timbrat de un coif deschis, în profil spre dreapta, în care stă o acvilă spre dreapta, având capul întors spre stânga. Legendă revers: + I (-) - VV | Muzeul Județean Argeș, Pitești        | Cimec    |
|      | Ducat               | Școală: Târgoviște Descoperit: jud. Argeș, com. Ștefan cel Mare, Glavacioc, Mănăstirea Glavacioc Material: AR                | Descriere avers: Domnitorul în picioare, purtând coroană, surcotă, centură, mantie, ține globul cruciger în mâna stângă și lancea în poziție verticală, în dreapta. Descriere revers: Scut înclinat spre dreapta, despicat, primul câmp plin, în al doilea câmp, patru grinzi, timbrat de un coif deschis, în profil spre dreapta, în care stă o acvilă spre dreapta, având capul întors spre stânga. Legendă revers: + IOM - VV | Muzeul Județean Argeș, Pitești        | Cimec    |
|      | Ducat               | Școală: Târgoviște Descoperit: jud. Argeș, com. Ștefan cel Mare, Glavacioc, Mănăstirea Glavacioc Material: AR                | Descriere avers: Domnitorul în picioare, purtând coroană, surcotă, centură, mantie, ține globul cruciger în mâna stângă și lancea în poziție verticală, în dreapta. Descriere revers: Scut înclinat spre dreapta, despicat, primul câmp plin, în al doilea câmp, patru grinzi, timbrat de un coif deschis, în profil spre dreapta, în care stă o acvilă spre dreapta, având capul întors spre stânga. Legendă revers: + IOM - (-) V | Muzeul Județean Argeș, Pitești        | Cimec    |
|      | Ducat               | Școală: Târgoviște Descoperit: jud. Argeș, com. Ștefan cel Mare, Glavacioc, Mănăstirea Glavacioc Material: AR                | Descriere avers: Domnitorul în picioare, purtând coroană, surcotă, centură, mantie, ține globul cruciger în mâna stângă și lancea în poziție verticală, în dreapta. Descriere revers: Scut înclinat spre dreapta, despicat, în primul câmp stea cu cinci raze, în al doilea câmp, patru grinzi, timbrat de un coif deschis, în profil spre dreapta, în care stă o acvilă spre dreapta, având capul întors spre stânga. Legendă revers: (-) - VV | Muzeul Județean Argeș, Pitești        | Cimec    |
|      | Ducat               | Școală: Târgoviște Descoperit: jud. Argeș, com. Ștefan cel Mare, Glavacioc, Mănăstirea Glavacioc Material: AR                | Descriere avers: Domnitorul în picioare, purtând coroană, surcotă, centură, mantie, ține globul cruciger în mâna stângă și lancea în poziție verticală, în dreapta. Descriere revers: Scut înclinat spre dreapta, despicat, în primul câmp patru grinzi, al doilea câmp plin, timbrat de un coif deschis, în profil spre dreapta, în care stă o acvilă spre dreapta, având capul întors spre stânga. Legendă revers: (-) OM - VV | Muzeul Județean Argeș, Pitești        | Cimec    |
|      | Ducat               | Școală: Târgoviște Descoperit: jud. Argeș, com. Ștefan cel Mare, Glavacioc, Mănăstirea Glavacioc Material: AR                | Descriere avers: Domnitorul în picioare, purtând coroană, surcotă, centură, mantie, ține globul cruciger în mâna stângă și lancea în poziție verticală, în dreapta. Descriere revers: Scut înclinat spre dreapta, despicat, în primul câmp patru grinzi, al doilea câmp plin, timbrat de un coif deschis, în profil spre dreapta, în care stă o acvilă spre dreapta, având capul întors spre stânga. Legendă revers: (-) OM - VV | Muzeul Județean Argeș, Pitești        | Cimec    |
|      | Ducat               | Școală: Târgoviște Descoperit: jud. Argeș, com. Ștefan cel Mare, Glavacioc, Mănăstirea Glavacioc Material: AR                | Descriere avers: Domnitorul în picioare, purtând coroană, surcotă, centură, mantie, ține globul cruciger în mâna stângă și lancea în poziție verticală, în dreapta. Descriere revers: Scut înclinat spre dreapta, despicat, în primul câmp stea cu cinci raze, în al doilea câmp, patru grinzi, timbrat de un coif deschis, în profil spre dreapta, în care stă o acvilă spre dreapta, având capul întors spre stânga. Legendă revers: (-) - VV | Muzeul Județean Argeș, Pitești        | Cimec    |
|      | Ducat               | Școală: Târgoviște Descoperit: jud. Argeș, com. Ștefan cel Mare, Glavacioc, Mănăstirea Glavacioc Material: AR                | Descriere avers: Domnitorul în picioare, purtând coroană, surcotă, centură, mantie, ține globul cruciger în mâna stângă și lancea în poziție verticală, în dreapta. Descriere revers: Scut înclinat spre dreapta, despicat, în primul câmp stea cu cinci raze, în al doilea câmp, patru grinzi, timbrat de un coif deschis, în profil spre dreapta, în care stă o acvilă spre dreapta, având capul întors spre stânga. Legendă revers: (-) OM - V (-) | Muzeul Județean Argeș, Pitești        | Cimec    |
|      | Ducat               | Școală: Târgoviște Descoperit: jud. Argeș, com. Ștefan cel Mare, Glavacioc, Mănăstirea Glavacioc Material: AR                | Descriere avers: Domnitorul în picioare, purtând coroană, surcotă, centură, mantie, ține globul cruciger în mâna stângă și lancea în poziție verticală, în dreapta. Descriere revers: Scut înclinat spre dreapta, despicat, în primul câmp patru grinzi, în al doilea câmp, stea cu cinci raze, timbrat de un coif deschis, în profil spre dreapta, în care stă o acvilă spre dreapta, având capul întors spre stânga. Legendă revers: (-) - VV | Muzeul Județean Argeș, Pitești        | Cimec    |
|      | Ducat               | Școală: Târgoviște Descoperit: jud. Argeș, com. Ștefan cel Mare, Glavacioc, Mănăstirea Glavacioc Material: AR                | Descriere avers: Domnitorul în picioare, purtând coroană, surcotă, centură, mantie, ține globul cruciger în mâna stângă și lancea în poziție verticală, în dreapta. Descriere revers: Scut înclinat spre dreapta, despicat, în primul câmp stea cu cinci raze, în al doilea câmp, patru grinzi, timbrat de un coif deschis, în profil spre dreapta, în care stă o acvilă spre dreapta, având capul întors spre stânga. Legendă revers: + I (-) - (-) V | Muzeul Județean Argeș, Pitești        | Cimec    |
|      | Ducat               | Școală: Târgoviște Descoperit: jud. Argeș, com. Ștefan cel Mare, Glavacioc, Mănăstirea Glavacioc Material: AR                | Descriere avers: Domnitorul în picioare, purtând coroană, surcotă, centură, mantie, ține globul cruciger în mâna stângă și lancea în poziție verticală, în dreapta. Descriere revers: Scut înclinat spre dreapta, despicat, în primul câmp stea cu cinci raze, în al doilea câmp, patru grinzi, timbrat de un coif deschis, în profil spre dreapta, în care stă o acvilă spre dreapta, având capul întors spre stânga. Legendă revers: (-) - VV | Muzeul Județean Argeș, Pitești        | Cimec    |
|      | Ducat               | Școală: Târgoviște Descoperit: jud. Argeș, com. Ștefan cel Mare, Glavacioc, Mănăstirea Glavacioc Material: AR                | Descriere avers: Domnitorul în picioare, purtând coroană, surcotă, centură, mantie, ține globul cruciger în mâna stângă și lancea în poziție verticală, în dreapta. Descriere revers: Dublă batere. Apar două acvile, două părți din coif și parte din scut cu al doilea câmp, în care se disting patru grinzi. Legendă revers: OM - OM | Muzeul Județean Argeș, Pitești        | Cimec    |
|      | Ducat               | Școală: Târgoviște Descoperit: jud. Argeș, com. Ștefan cel Mare, Glavacioc, Mănăstirea Glavacioc Material: AR                | Descriere avers: Domnitorul în picioare, purtând coroană, surcotă, centură, mantie, ține globul cruciger în mâna stângă și lancea în poziție verticală, în dreapta. Descriere revers: Nu se vede scutul, moneda fiind ruptă în acea zonă. Legendă revers: + IO - (-) V | Muzeul Județean Argeș, Pitești        | Cimec    |
|      | Ducat               | Școală: Târgoviște Descoperit: jud. Argeș, com. Ștefan cel Mare, Glavacioc, Mănăstirea Glavacioc Material: AR                | Descriere avers: Se vede doar partea inferioară a corpului domnitorului. Descriere revers: Se vede acvila și parte din coif. Legendă revers: + I (-) - (-) V | Muzeul Județean Argeș, Pitești        | Cimec    |
|      | Ducat               | Școală: Târgoviște Descoperit: jud. Argeș, com. Ștefan cel Mare, Glavacioc, Mănăstirea Glavacioc Material: AR                | Descriere avers: Se vede doar partea inferioară a corpului domnitorului. Descriere revers: Scut înclinat spre dreapta, despicat, în primul câmp patru grinzi, al doilea câmp plin, timbrat de un coif deschis, în profil spre dreapta, în care stă o acvilă spre dreapta, având capul întors spre stânga. Legendă revers: (-) OM - (-) | Muzeul Județean Argeș, Pitești        | Cimec    |
|      | Ducat               | Școală: Târgoviște Descoperit: jud. Argeș, com. Ștefan cel Mare, Glavacioc, Mănăstirea Glavacioc Material: AR                | Descriere avers: Domnitorul în picioare, purtând coroană, surcotă, centură, mantie, ține globul cruciger în mâna stângă și lancea în poziție verticală, în dreapta. Descriere revers: Scut înclinat spre dreapta, despicat, în primul câmp stea cu cinci raze, în al doilea câmp, trei grinzi, timbrat de un coif deschis, în profil spre dreapta, în care stă o acvilă spre dreapta, având capul întors spre stânga. Legendă revers: + IOM - (-) | Muzeul Județean Argeș, Pitești        | Cimec    |
|      | Ducat               | Școală: Târgoviște Descoperit: jud. Argeș, com. Ștefan cel Mare, Glavacioc, Mănăstirea Glavacioc Material: AR                | Descriere avers: Domnitorul în picioare, purtând coroană, surcotă, centură, mantie, ține globul cruciger în mâna stângă și lancea în poziție verticală, în dreapta. Descriere revers: Scut înclinat spre dreapta, despicat, în primul câmp patru grinzi, în al doilea câmp, stea cu cinci raze, timbrat de un coif deschis, în profil spre dreapta, în care stă o acvilă spre dreapta, având capul întors spre stânga. Legendă revers: + I (-) - VV | Muzeul Județean Argeș, Pitești        | Cimec    |
|      | Ducat               | Școală: Târgoviște Descoperit: jud. Argeș, com. Ștefan cel Mare, Glavacioc, Mănăstirea Glavacioc Material: AR                | Descriere avers: Domnitorul în picioare, purtând coroană, surcotă, centură, mantie, ține globul cruciger în mâna stângă și lancea în poziție verticală, în dreapta. Descriere revers: Scut înclinat spre dreapta, despicat, în primul câmp stea cu cinci raze, în al doilea câmp, patru grinzi, timbrat de un coif deschis, în profil spre dreapta, în care stă o acvilă spre dreapta, având capul întors spre stânga. Legendă revers: (-) - V (-) | Muzeul Județean Argeș, Pitești        | Cimec    |
|      | Ducat               | Școală: Târgoviște Descoperit: jud. Argeș, com. Ștefan cel Mare, Glavacioc, Mănăstirea Glavacioc Material: AR                | Descriere avers: Domnitorul în picioare, purtând coroană, surcotă, centură, mantie, ține globul cruciger în mâna stângă și lancea în poziție verticală, în dreapta. Descriere revers: Scut înclinat spre dreapta, despicat, în primul câmp patru grinzi, al doilea câmp plin, timbrat de un coif deschis, în profil spre dreapta, în care stă o acvilă spre dreapta, având capul întors spre stânga. Legendă revers: (-) OM - (-) | Muzeul Județean Argeș, Pitești        | Cimec    |
|      | Ducat               | Școală: Târgoviște Descoperit: jud. Argeș, com. Ștefan cel Mare, Glavacioc, Mănăstirea Glavacioc Material: AR                | Descriere avers: Domnitorul în picioare, purtând coroană, surcotă, centură, mantie, ține globul cruciger în mâna stângă și lancea în poziție verticală, în dreapta. Descriere revers: Nu se vede scutul. Deasupra, coif deschis, în profil spre dreapta, pe care stă o acvilă spre dreapta, având capul întors spre stânga. Legendă revers: (-) - VV | Muzeul Județean Argeș, Pitești        | Cimec    |
|      | Ducat               | Școală: Târgoviște Descoperit: jud. Argeș, com. Ștefan cel Mare, Glavacioc, Mănăstirea Glavacioc Material: AR                | Descriere avers: Domnitorul în picioare, purtând coroană, surcotă, centură, mantie, ține globul cruciger în mâna stângă și lancea în poziție verticală, în dreapta. Descriere revers: Scut înclinat spre dreapta, despicat, în primul câmp patru grinzi, al doilea câmp plin, timbrat de un coif deschis, în profil spre dreapta, în care stă o acvilă spre dreapta, având capul întors spre stânga. Legendă revers: (-) M - (-) V (-) | Muzeul Județean Argeș, Pitești        | Cimec    |
|      | Ducat               | Școală: Târgoviște Descoperit: jud. Argeș, com. Ștefan cel Mare, Glavacioc, Mănăstirea Glavacioc Material: AR                | Descriere avers: Se vede numai partea superioară a corpului domnitorului. Descriere revers: Se distinge al doilea cartier al scutului, cu trei grinzi. Legendă revers: + IOM - (-) | Muzeul Județean Argeș, Pitești        | Cimec    |
|      | Ducat               | Școală: Târgoviște Descoperit: jud. Argeș, com. Ștefan cel Mare, Glavacioc, Mănăstirea Glavacioc Material: AR                | Descriere avers: Domnitorul în picioare, purtând coroană, surcotă, centură, mantie, ține globul cruciger în mâna stângă și lancea în poziție verticală, în dreapta. Descriere revers: Apare numai acvila și o parte din coif. Legendă revers: (-) O - (-) | Muzeul Județean Argeș, Pitești        | Cimec    |
|      | Ducat               | Școală: Târgoviște Descoperit: jud. Argeș, com. Ștefan cel Mare, Glavacioc, Mănăstirea Glavacioc Material: AR                | Descriere avers: Domnitorul în picioare, purtând coroană, surcotă, centură, mantie, ține globul cruciger în mâna stângă și lancea în poziție verticală, în dreapta. Descriere revers: Scut înclinat spre dreapta, despicat, în primul câmp stea cu cinci raze, în al doilea câmp sunt vizibile numai două grinzi. Se mai disting părți din acvilă și coif. Legendă revers: (-) - VV | Muzeul Județean Argeș, Pitești        | Cimec    |